# Guerra Isaura
A Guerra Isaura ou Guerra Isáurica foi um conflito que durou de 492 até 497 e que foi travado entre o exército bizantino e os rebeldes de Isáuria. Ao final da guerra, o imperador Anastácio I Dicoro reconquistou o controle da região da Isáuria e os líderes revoltosos foram mortos.

## Contexto
Durante o reinado de Teodósio II (r. 408–450), o povo de Isáuria, uma província pobre e montanhosa na Ásia Menor, alcançou pela primeira vez um cargo importante no Império Romano do Oriente. O imperador Leão I, o Trácio (r. 457-474) deliberadamente promoveu isauros a postos importantes na administração civil e militar para conter a até então poderosa facção germânica. Os isauros, porém, eram desprezados como bárbaros semi-analfabetos pela população de Constantinopla que, em 473, irrompeu numa revolta anti-isaura no hipódromo e, em 475, derrubou o recém-coroado imperador isauro Zenão (r. 474-475 e 476-491), assassinando todos os compatriotas do imperador na cidade no processo.
Porém, Zenão voltou ao trono imperial no ano seguinte (476) e, desta vez, manteve a posição até sua morte em 491. Obviamente, os isauros prosperaram sob este imperador e a oposição a eles, embora crescente, não tinha chance de se expressar. Durante este período, em 484, o isauro mestre dos soldados Ilo se revoltou contra Zenão e fugiu para o oriente, onde ele apoiou o golpe de Leôncio. A revolta, porém, terminou em 488 com a captura e a execução de ambos os líderes rebeldes.

## Conflito
Em 491, o imperador Zenão morreu e foi sucedido pelo silenciário Anastácio I Dicoro, escolhido pela imperatriz Ariadne. Durante o breve interregno, a população de Constantinopla deixou clara a sua opinião sobre a sucessão através dos gritos no hipódromo exigindo um "imperador romano", rejeitando assim a possível sucessão de Longino, o irmão de Zenão. No mesmo ano, revoltas anti-isauros irromperam no hipódromo e Anastácio exilou Longino e diversos outros isauros, incluindo o general Longino de Cardala.
Em 492, os isauros iniciaram uma revolta, mas, no mesmo ano, suas forças foram derrotadas pelo exército bizantino liderado pelos generais João, o Cita e João Gibo (João, o Corcunda), em Cotieu na Frígia Salutar (Batalha de Cotieu). Os isauros sobreviventes se refugiaram nas fortalezas nas montanhas em sua terra natal e mantiveram a guerra.
Em 493, o general romano Diogeniano capturou Claudiópolis, mas foi cercado lá pelos isauros liderados pelo ex-bispo Conão de Apameia. Para ajudar os romanos, veio João Gibo, que forçou o passo e, ajudado por um raide de Diogeniano, conseguiu uma esmagadora vitória sobre os isauros na qual Conão foi morto.
De 494 até 497, os isauros se fecharam em suas fortalezas nas montanhas de sua terra natal e receberam suprimentos enviados por Longino de Selino através do porto de Antioquia.
Em 497, João, o Cita, assassinou Longino de Cardala e Atenodoro, cujas cabeças ele pendurou em lanças na cidade de Tarso, efetivamente terminando a guerra. Em 498, João Gibo capturou os últimos líderes inimigos, Longino de Selino e Indes, e enviou-os para o imperador, que os desfilou pela rua principal de Constantinopla em direção ao hipódromo, onde eles foram obrigados a realizar a prosquínese perante a kathisma imperial.

## Resultado
Em 495, o imperador Anastácio I Dicoro contou ao patriarca Eufêmio que ele estava cansado da guerra. Eufêmio reportou o fato a João, o genro do líder isauro Atenodoro, que voltou com o assunto a Anastácio. O imperador tinha entrado em conflito com o patriarca antes de ascender ao trono e, além disso, Anastácio, que tinha simpatias monofisistas, tinha sido forçado por Eufêmio a assinar uma declaração de ortodoxia antes de ser coroado. Por estas razões, ele decidiu acusar Eufêmio de traição por revelar seus planos ao inimigo. Em 496, Eufêmio foi excomungado e deposto.
Após a guerra, Anastácio recompensou seus generais com consulados: João, o Cita estava na posição em 498 e João, o Corcunda, em 499. Anastácio também ordenou que Etério, seu arquiteto, construísse o Portão Calce para o Grande Palácio de Constantinopla para celebrar a vitória e que o poeta Cristódoro comemorasse a guerra num poema - perdido - em seis volumes intitulados Isáurica.